# Canton de Fécamp
Le canton de Fécamp est une circonscription électorale française située dans le département de la Seine-Maritime et la région Normandie.
À la suite du redécoupage cantonal de 2014, les limites territoriales du canton sont remaniées. Le nombre de communes du canton passe de 13 à 35.

## Géographie
Ce canton est organisé autour de Fécamp dans l'arrondissement du Havre. Son altitude varie de 0 m (Fécamp) à 131 m (Tourville-les-Ifs) pour une altitude moyenne de 81 m.

## Histoire
Au 22 mars 2015, il absorbe les communes du canton de Valmont qui disparaît.

## Représentation

### Conseillers généraux de 1833 à 2015
| Période   | Période      | Identité                       | Étiquette                | Qualité                                                                                                 |
| --------- | ------------ | ------------------------------ | ------------------------ | --- |
| 1833      | 1848         | Jean-Louis Leclerc (1786-1873) | Majorité gouvernementale | Maire de Fécamp Député (1831-1834)                                                                      |
| 1848      | 1852         | Jules Amédée Bouffart          |                          | Négociant, maire provisoire de Fécamp (1848)                                                            |
| 1852      | 1886         | Pierre Robert                  | Droite Bonapartiste      | Général de brigade à Paris Député (1871-1876) Sénateur (1876-1891)                                      |
| 1886      | 1898         | Ernest Delaunay                | Républicain              | Négociant à Fécamp, député (1894-1898)                                                                  |
| 1898      | 1910         | Robert Duglé                   | Républicain              | Maire de Fécamp (1900-1919)                                                                             |
| 1910      | 1913 (décès) | Maurice Renault                | Rad.                     | Courtier maritime Adjoint au Maire de Fécamp, conseiller d'arrondissement                               |
| 1913      | 1919         | René Gayant                    | Républicain Progressiste | Docteur en droit, conseiller municipal de Fécamp                                                        |
| 1919      | 1940         | Gustave Couturier (1865-1960)  | RG                       | Entrepreneur Maire de Fécamp (1929-1945)                                                                |
|           |              |                                |                          | |
| 1945      | 1960 (décès) | Gustave Couturier              | Républicain Indépendant  | Maire de Fécamp (1956-1959)                                                                             |
| Mars 1961 | Juin 1961    | Richard Pranzo                 | Rad.                     | Ancien combattant de la France Libre                                                                    |
| 1961      | 1967         | Maurice Sadorge                | DVD puis UDR             | Secrétaire de la Chambre de commerce Maire de Fécamp (1960-1965)                                        |
| 1967      | 1979         | Richard Pranzo                 | Rad. puis MRG puis DVG   | Médecin Maire de Fécamp (1965-1977)                                                                     |
| 1979      | 1998         | Jean-Pierre Deneuve            | UDF-CDS                  | Préfet hord-cadre Maire de Fécamp (1977-1989)                                                           |
| 1998      | 2004         | Jean-Claude Michel             | PS                       | Architecte Maire de Fécamp (1995-1998)                                                                  |
| 2004      | 2015         | Patrick Jeanne                 | PS                       | Instituteur spécialisé Maire de Fécamp (1998-2014) Député (2000-2002) Vice-Président du Conseil Général |

### Conseillers d'arrondissement (de 1833 à 1940)
Le canton de Fécamp appartenait à l'arrondissement du Havre jusqu'en 1926.
| Période                                  | Période      | Identité                                   | Étiquette           | Qualité |
| ---------------------------------------- | ------------ | ------------------------------------------ | ------------------- | --- |
| 1833                                     | 1848         | Antoine Lachèvre                           |                     | Maire de Froberville                                                                                        |
| 1848                                     | 1852         | M. Michel                                  |                     | Adjoint au maire de Fécamp                                                                                  |
| 1852                                     | 1853 (décès) | Eugène Regimbart                           |                     | Avocat, maire de Fécamp (1850-1853)                                                                         |
| 1853                                     | 1874         | Charles Lemaitre                           |                     | Banquier, propriétaire à Fécamp                                                                             |
| 1874                                     | 1880         | Auguste Pierre Corneille (1831-1892)       |                     | Écrivain, poète, négociant, maire de Fécamp, Président de la Chambre de commerce                            |
| 1880                                     | 1886         | Paul Eugène Dubosc                         | Monarchiste         | Banquier à Fécamp                                                                                           |
| 1886                                     | 1893 (décès) | Numa Le Baillif                            | Républicain         | Maire des Loges                                                                                             |
| 1893                                     | 1893 (décès) | Abraham, dit Alfred Nunès (1842-1893)      | Républicain         | Maire d'Yport                                                                                               |
| 1893                                     | 1907         | Georges Diéterle                           | Républicain         | Artiste peintre, maire de Criquebeuf-en-Caux                                                                |
| 1907                                     | 1910         | Maurice Renault                            | Rad.                | Courtier maritime à Fécamp                                                                                  |
| 1910                                     | 1919         | Pierre-Marius Baron                        | Républicain libéral | Propriétaire, maire d'Épreville                                                                             |
| 1919                                     | 1925         | Louis Borgnet                              | RG                  | Entrepositaire à Fécamp                                                                                     |
| 1925                                     | 1931         | Louis Marie Guillaume Mazoyhié (1882-1953) | Union républicaine  | Greffier de la justice de paix, conseiller municipal de Fécamp                                              |
| 1931                                     | 1937         | Florentin Pollet                           | Union nationale     | Conseiller municipal de Fécamp                                                                              |
| 1937                                     | 1940         | Robert Lilly (1901-1960)                   | SFIO                | Professeur à Fécamp (maire en 1945)                                                                         |
| 1940                                     |              |                                            |                     | Les conseils d'arrondissement ont été suspendus par la loi du 12 octobre 1940 et n'ont jamais été réactivés |
| Les données manquantes sont à compléter. |              |                                            |                     | |

### Conseillers départementaux à partir de 2015
| Période élective | Période élective | Mandat | Mandat   | Identité          | Nuance | Nuance | Qualité |
| ---------------- | ---------------- | ------ | -------- | ----------------- | ------ | ------ | --- |
| 2015             | 2021             | 2015   | 2021     | Alain Bazille     |        | DVD    | Expert-comptable retraité Maire de Thérouldeville (1989 → 2017) Conseiller général de Valmont (1998 → 2015) Président (? → 2014 ) puis vice-président (2014 → ) de la CC du canton de Valmont 8e vice-président chargé des infrastructures, des transports et des ports |
| 2015             | 2021             | 2015   | 2021     | Dominique Tessier |        | DVD    | Employée de banque Adjointe au maire de Fécamp |
| 2021             | 2028             | 2021   | en cours | Alain Bazille     |        | DVD    | Conseiller sortant, 4e Vice-Président chargé des Infrastructures, des Ports et du Littoral. |
| 2021             | 2028             | 2021   | en cours | Dominique Tessier |        | DVD    | Conseillère sortante |

### Résultats détaillés

#### Élections de mars 2015
À l'issue du 1er tour des élections départementales de 2015, deux binômes sont en ballottage : Alain Bazille et Dominique Tessier (Union de la Droite, 37,09 %) et Patrick Jeanne et Maryse Thevenot (Union de la Gauche, 29,16 %). Le taux de participation est de 49,85 % (14 867 votants sur 29 824 inscrits) contre 49,48 % au niveau départemental et 50,17 % au niveau national.
Au second tour, Alain Bazille et Dominique Tessier (Union de la Droite) sont élus avec 56,86 % des suffrages exprimés et un taux de participation de 47,46 % (7 325 voix pour 14 154 votants et 29 824 inscrits).

#### Élections de juin 2021
Le premier tour des élections départementales de 2021 est marqué par un très faible taux de participation (33,26 % au niveau national). Dans le canton de Fécamp, ce taux de participation est de 30,79 % (9 234 votants sur 29 991 inscrits) contre 32,19 % au niveau départemental. À l'issue de ce premier tour, deux binômes sont en ballottage : Alain Bazille et Dominique Tessier (DVD, 42,72 %) et Emmanuel Patry et Emilie Tietto (Union à gauche avec des écologistes, 28,02 %).
Le second tour des élections est marqué une nouvelle fois par une abstention massive équivalente au premier tour. Les taux de participation sont de 34,36 % au niveau national, 32,06 % dans le département et 31,2 % dans le canton de Fécamp. Alain Bazille et Dominique Tessier (DVD) sont élus avec 56,82 % des suffrages exprimés (4 909 voix pour 9 359 votants et 29 999 inscrits),,. 

## Composition

### Composition avant 2015
Le canton de Fécamp regroupait 13 communes.
| Nom                   | Code Insee | Codepostal | Superficie (km2) | Population (dernière pop. légale) | Densité (hab./km2) |
| --------------------- | ---------- | ---------- | ---------------- | --------------------------------- | ------------------ |
| Fécamp (chef-lieu)    | 76259      | 76400      | 15,07            | 19 262 (2012)                     | 1 278              |
| Criquebeuf-en-Caux    | 76194      | 76111      | 2,08             | 347 (2012)                        | 167                |
| Épreville             | 76240      | 76400      | 6,44             | 1 049 (2012)                      | 163                |
| Froberville           | 76291      | 76400      | 5,88             | 1 086 (2012)                      | 185                |
| Ganzeville            | 76298      | 76400      | 3,96             | 490 (2012)                        | 124                |
| Gerville              | 76300      | 76790      | 3,01             | 377 (2012)                        | 125                |
| Les Loges             | 76390      | 76790      | 14,86            | 1 164 (2012)                      | 78                 |
| Maniquerville         | 76406      | 76400      | 2,55             | 420 (2012)                        | 165                |
| Saint-Léonard         | 76600      | 76400      | 11,92            | 1 849 (2012)                      | 155                |
| Senneville-sur-Fécamp | 76670      | 76400      | 4,73             | 813 (2012)                        | 172                |
| Tourville-les-Ifs     | 76706      | 76400      | 8,34             | 550 (2012)                        | 66                 |
| Vattetot-sur-Mer      | 76726      | 76111      | 5,14             | 326 (2012)                        | 63                 |
| Yport                 | 76754      | 76111      | 2,07             | 923 (2012)                        | 446                |

### Composition depuis 2015
Le canton comprend trente-cinq communes entières.
| Nom                            | Code Insee | Intercommunalité                      | Superficie (km2) | Population (dernière pop. légale) | Densité (hab./km2) | Modifier                                    |
| ------------------------------ | ---------- | ------------------------------------- | ---------------- | --------------------------------- | ------------------ | ------------------------------------------- |
| Fécamp (bureau centralisateur) | 76259      | CA Fécamp Caux Littoral Agglomération | 15,07            | 17 961 (2022)                     | 1 192              | modifier les données · modifier les données |
| Ancretteville-sur-Mer          | 76011      | CA Fécamp Caux Littoral Agglomération | 3,15             | 149 (2022)                        | 47                 | modifier les données · modifier les données |
| Angerville-la-Martel           | 76013      | CA Fécamp Caux Littoral Agglomération | 10,19            | 1 081 (2022)                      | 106                | modifier les données · modifier les données |
| Colleville                     | 76183      | CA Fécamp Caux Littoral Agglomération | 7,39             | 766 (2022)                        | 104                | modifier les données · modifier les données |
| Contremoulins                  | 76187      | CA Fécamp Caux Littoral Agglomération | 4,38             | 167 (2022)                        | 38                 | modifier les données · modifier les données |
| Criquebeuf-en-Caux             | 76194      | CA Fécamp Caux Littoral Agglomération | 2,08             | 404 (2022)                        | 194                | modifier les données · modifier les données |
| Criquetot-le-Mauconduit        | 76195      | CC de la Côte d'Albâtre               | 4,12             | 195 (2022)                        | 47                 | modifier les données · modifier les données |
| Écretteville-sur-Mer           | 76226      | CA Fécamp Caux Littoral Agglomération | 1,89             | 147 (2022)                        | 78                 | modifier les données · modifier les données |
| Életot                         | 76232      | CA Fécamp Caux Littoral Agglomération | 6,81             | 630 (2022)                        | 93                 | modifier les données · modifier les données |
| Épreville                      | 76240      | CA Fécamp Caux Littoral Agglomération | 6,44             | 1 068 (2022)                      | 166                | modifier les données · modifier les données |
| Froberville                    | 76291      | CA Fécamp Caux Littoral Agglomération | 5,88             | 1 157 (2022)                      | 197                | modifier les données · modifier les données |
| Ganzeville                     | 76298      | CA Fécamp Caux Littoral Agglomération | 3,96             | 459 (2022)                        | 116                | modifier les données · modifier les données |
| Gerponville                    | 76299      | CA Fécamp Caux Littoral Agglomération | 4,91             | 381 (2022)                        | 78                 | modifier les données · modifier les données |
| Gerville                       | 76300      | CA Fécamp Caux Littoral Agglomération | 3,01             | 421 (2022)                        | 140                | modifier les données · modifier les données |
| Limpiville                     | 76386      | CA Fécamp Caux Littoral Agglomération | 4,24             | 399 (2022)                        | 94                 | modifier les données · modifier les données |
| Les Loges                      | 76390      | CA Fécamp Caux Littoral Agglomération | 14,86            | 1 115 (2022)                      | 75                 | modifier les données · modifier les données |
| Maniquerville                  | 76406      | CA Fécamp Caux Littoral Agglomération | 2,55             | 420 (2022)                        | 165                | modifier les données · modifier les données |
| Riville                        | 76529      | CA Fécamp Caux Littoral Agglomération | 7,44             | 314 (2022)                        | 42                 | modifier les données · modifier les données |
| Saint-Léonard                  | 76600      | CA Fécamp Caux Littoral Agglomération | 11,92            | 1 699 (2022)                      | 143                | modifier les données · modifier les données |
| Saint-Pierre-en-Port           | 76637      | CA Fécamp Caux Littoral Agglomération | 3,89             | 833 (2022)                        | 214                | modifier les données · modifier les données |
| Sainte-Hélène-Bondeville       | 76587      | CA Fécamp Caux Littoral Agglomération | 6,82             | 698 (2022)                        | 102                | modifier les données · modifier les données |
| Sassetot-le-Mauconduit         | 76663      | CA Fécamp Caux Littoral Agglomération | 8,81             | 1 003 (2022)                      | 114                | modifier les données · modifier les données |
| Senneville-sur-Fécamp          | 76670      | CA Fécamp Caux Littoral Agglomération | 4,73             | 875 (2022)                        | 185                | modifier les données · modifier les données |
| Sorquainville                  | 76680      | CA Fécamp Caux Littoral Agglomération | 4,47             | 174 (2022)                        | 39                 | modifier les données · modifier les données |
| Thérouldeville                 | 76685      | CA Fécamp Caux Littoral Agglomération | 4,58             | 672 (2022)                        | 147                | modifier les données · modifier les données |
| Theuville-aux-Maillots         | 76686      | CA Fécamp Caux Littoral Agglomération | 7,24             | 525 (2022)                        | 73                 | modifier les données · modifier les données |
| Thiergeville                   | 76688      | CA Fécamp Caux Littoral Agglomération | 9,25             | 398 (2022)                        | 43                 | modifier les données · modifier les données |
| Thiétreville                   | 76689      | CA Fécamp Caux Littoral Agglomération | 5,33             | 375 (2022)                        | 70                 | modifier les données · modifier les données |
| Tourville-les-Ifs              | 76706      | CA Fécamp Caux Littoral Agglomération | 8,34             | 736 (2022)                        | 88                 | modifier les données · modifier les données |
| Toussaint                      | 76708      | CA Fécamp Caux Littoral Agglomération | 4,49             | 695 (2022)                        | 155                | modifier les données · modifier les données |
| Valmont                        | 76719      | CA Fécamp Caux Littoral Agglomération | 5,55             | 869 (2022)                        | 157                | modifier les données · modifier les données |
| Vattetot-sur-Mer               | 76726      | CA Fécamp Caux Littoral Agglomération | 5,14             | 326 (2022)                        | 63                 | modifier les données · modifier les données |
| Vinnemerville                  | 76746      | CC de la Côte d'Albâtre               | 4,22             | 224 (2022)                        | 53                 | modifier les données · modifier les données |
| Yport                          | 76754      | CA Fécamp Caux Littoral Agglomération | 2,07             | 701 (2022)                        | 339                | modifier les données · modifier les données |
| Ypreville-Biville              | 76755      | CA Fécamp Caux Littoral Agglomération | 10,20            | 544 (2022)                        | 53                 | modifier les données · modifier les données |
| Canton de Fécamp               | 7611       |                                       | 215,42           | 38 581 (2022)                     | 179                | modifier les données                        |

## Démographie

### Démographie avant 2015
| 1962   | 1968   | 1975   | 1982   | 1990   | 1999   | 2006   | 2011   | 2012   |
| ------ | ------ | ------ | ------ | ------ | ------ | ------ | ------ | ------ |
| 26 687 | 28 132 | 28 949 | 29 062 | 28 880 | 29 294 | 28 655 | 28 625 | 28 656 |

### Démographie depuis 2015
En 2022, le canton comptait 38 581 habitants, en évolution de −2,84 % par rapport à 2016 (Seine-Maritime : +0,35 %, France hors Mayotte : +2,11 %).
| 2013   | 2018   | 2022   |
| ------ | ------ | ------ |
| 40 126 | 39 027 | 38 581 |